# Gaute Godager
Gaute Godager (født 1970) er en norsk videospilsudvikler, iværksætter og tidligere direktør af Funcom. Han er uddannet psykolog ved Universitetet i Oslo.